# Рагбі (Північна Дакота)
Рагбі (англ. Rugby) — місто (англ. city) в США, в окрузі Пієрс штату Північна Дакота. Населення — 2509 осіб (2020).
На перетині автошляху США 2 перетинається з автошляхом Північної Дакоти 3 встановлено монумент географічного центру Північної Америки, що було визначено 1931 року.

## Географія
Рагбі розташоване за координатами 48°22′0″ пн. ш. 99°59′32″ зх. д. / 48.36667° пн. ш. 99.99222° зх. д. (48.366629, -99.992145).  За даними Бюро перепису населення США в 2010 році місто мало площу 5,02 км², уся площа — суходіл. В 2017 році площа становила 5,85 км², з яких 5,81 км² — суходіл та 0,04 км² — водойми.

## Демографія
Згідно з переписом 2010 року, у місті мешкало 2876 осіб у 1239 домогосподарствах у складі 697 родин. Густота населення становила 573 особи/км².  Було 1407 помешкань (280/км²).
Расовий склад населення:
| - 91,9 % — білих - 5,8 % — корінних американців - 0,3 % — чорних або афроамериканців |

До двох чи більше рас належало 1,1 %. Частка іспаномовних становила 1,3 % від усіх жителів.
За віковим діапазоном населення розподілялося таким чином: 20,0 % — особи молодші 18 років, 53,4 % — особи у віці 18—64 років, 26,6 % — особи у віці 65 років та старші. Медіана віку мешканця становила 47,0 року. На 100 осіб жіночої статі у місті припадало 95,0 чоловіків;  на 100 жінок у віці від 18 років та старших — 92,9 чоловіків також старших 18 років.
Середній дохід на одне домашнє господарство  становив 49 227 доларів США (медіана — 37 898), а середній дохід на одну сім'ю — 64 688 доларів (медіана — 63 378). Медіана доходів становила 36 813 долари для чоловіків та 26 825 доларів для жінок. За межею бідності перебувало 18,5 % осіб, у тому числі 27,7 % дітей у віці до 18 років та 15,9 % осіб у віці 65 років та старших.
Цивільне працевлаштоване населення становило 1541 особа. Основні галузі зайнятості: освіта, охорона здоров'я та соціальна допомога — 28,4 %, роздрібна торгівля — 17,0 %, будівництво — 11,2 %, транспорт — 7,3 %.